# Bourletiella viridescens
Bourletiella viridescens is een springstaartensoort uit de familie van de Bourletiellidae. De wetenschappelijke naam van de soort is voor het eerst geldig gepubliceerd in 1920 door Stach.